# Sander Jan Klerk
Sander Jan Klerk, nació el 19 de junio de 1982 en La Haya. Es un actor y cantante holandés. 

## Biografía
Sander Jan Klerk, nació el 19 de junio de 1982 en La Haya. Es un actor y cantante holandés. Klerk tomó clases en De Acteerstudio, Jeugdtheaterschool Rabarber y el Conjunto musical holandés y asistió a talleres y clases magistrales en los Países Bajos e Inglaterra.
Es reconocido por haber interpretado a Aaron Zomerkamp en el series de televisión ZOOP y el largometraje “ZOOP in Afrika”. Ha aparecido en diversas series de televisión, comerciales y películas. Interpretó el papel de Pieter Broekman en el drama televisivo “Moordvrouw” y Bas Luster en “Goede Tijden, Slechte Tijden”. 
También apareció en la serie de televisión Suspects y Danni Lowinski. Actuó en diversas representaciones teatrales y comerciales de televisión en todo el mundo.
En el teatro, Klerk jugó en Grease (Doody), Jekyll & Hyde (Simon Stride), Tita Wizard (Tom the Gardener) y A Christmas Carol. Cantó durante los premios musicales de la gala anual John Kraaijkamp (2000 a 2011), serie de conciertos Musicales en Ahoy '2002 La gala musical All Star in Musicals en Ahoy' 2004 Musical Meets Movie.

## Trabajos

### Televisión
- 2000 - Westenwind de Teleac/NOT (actor)
- 2002 - Baantjer (actor)
- 2002 - Dok 12 RTL4 (actor)
- 2002 - Musicals in Ahoy 2002 het “All Star Musical Gala RTL4 (actor)
- 2004 - Musicals in Ahoy 2004 het “Musical Meets Movie RTL4 (actor)
- 2003 - Onderweg naar morgen RTL4 (actor)
- 2003 - ‘Meiden van de Wit RTL5 (actor)
- 2004 - Het Glazen Huis NPO1 (actor)
- 2005 - 2006 - ZOOP Nickelodeon (actor)
- 2005 - The making of ZOOP Nickelodeon (actor)
- 2005 - Nickelodeon Kid’s Choice Awards Nickelodeon
- 2012 - Achter Gesloten Deuren NET5 (actor)
- 2014 - Danni Lowinski SBS6 (actor)
- 2015 - Goede Tijden, Slechte Tijden RTL4 (actor)
- 2016 - Moordvrouw SBS6 (actor)
- 2018 - Suspects RTL4 (actor)

### Filmografía
- 2005 - Zoop in Africa

### Discografía
- "Djeo Ma Djula" (Zoop in Africa)